# (9871) Jeon
(9871) Jeon est un astéroïde de la ceinture principale.

## Description
(9871) Jeon est un astéroïde de la ceinture principale. Il fut découvert le 28 février 1992 à Kitami par Tetsuya Fujii et Kazuro Watanabe. Il présente une orbite caractérisée par un demi-grand axe de 2,37 UA, une excentricité de 0,15 et une inclinaison de 5,6° par rapport à l'écliptique.

## Compléments